# Pablo Hermoso de Mendoza

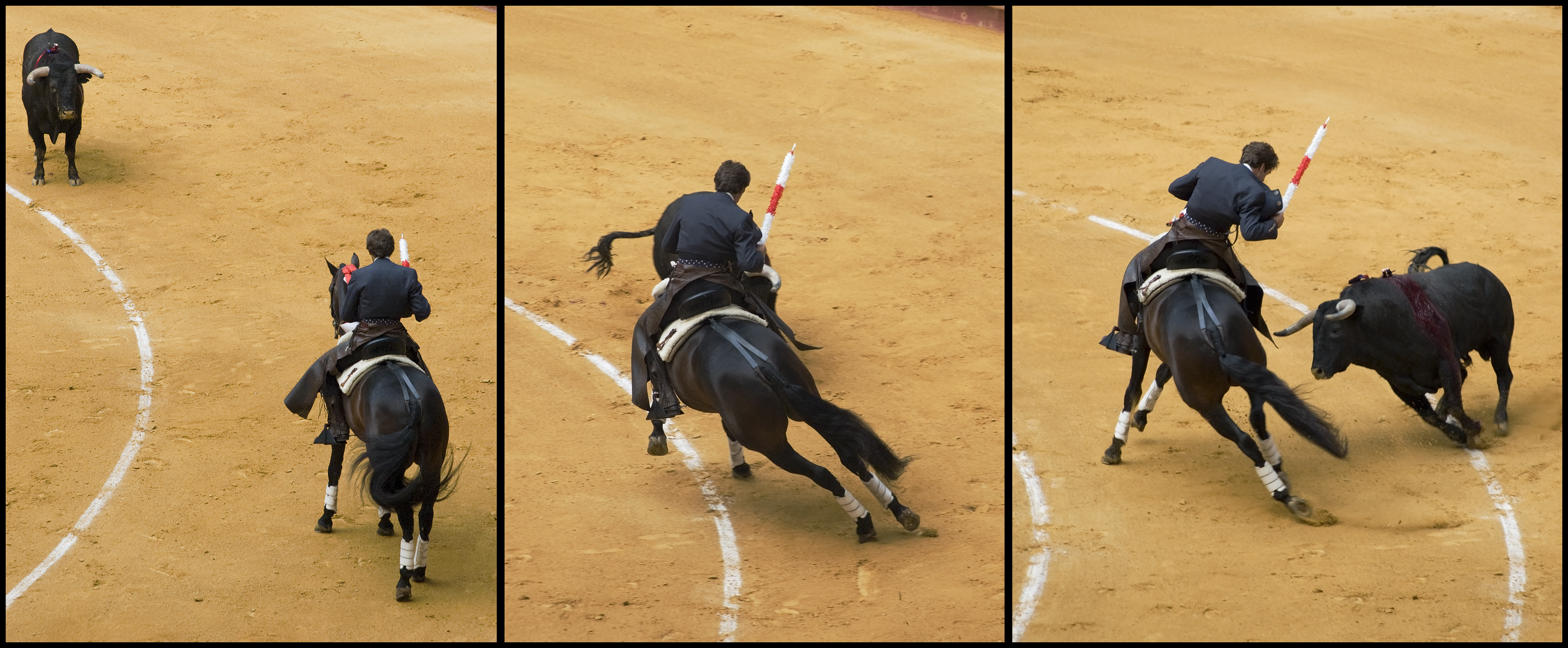
Mendoza in Donostia-San Sebastián während der Aste Nagusia, der großen Festwoche am 17. August 2007

Pablo Hermoso de Mendoza (geboren am 11. April 1966 in Estella, Navarra, Spanien) ist ein erfolgreicher Rejoneador (ein zu Pferde kämpfender Stierkämpfer.)

## Leben

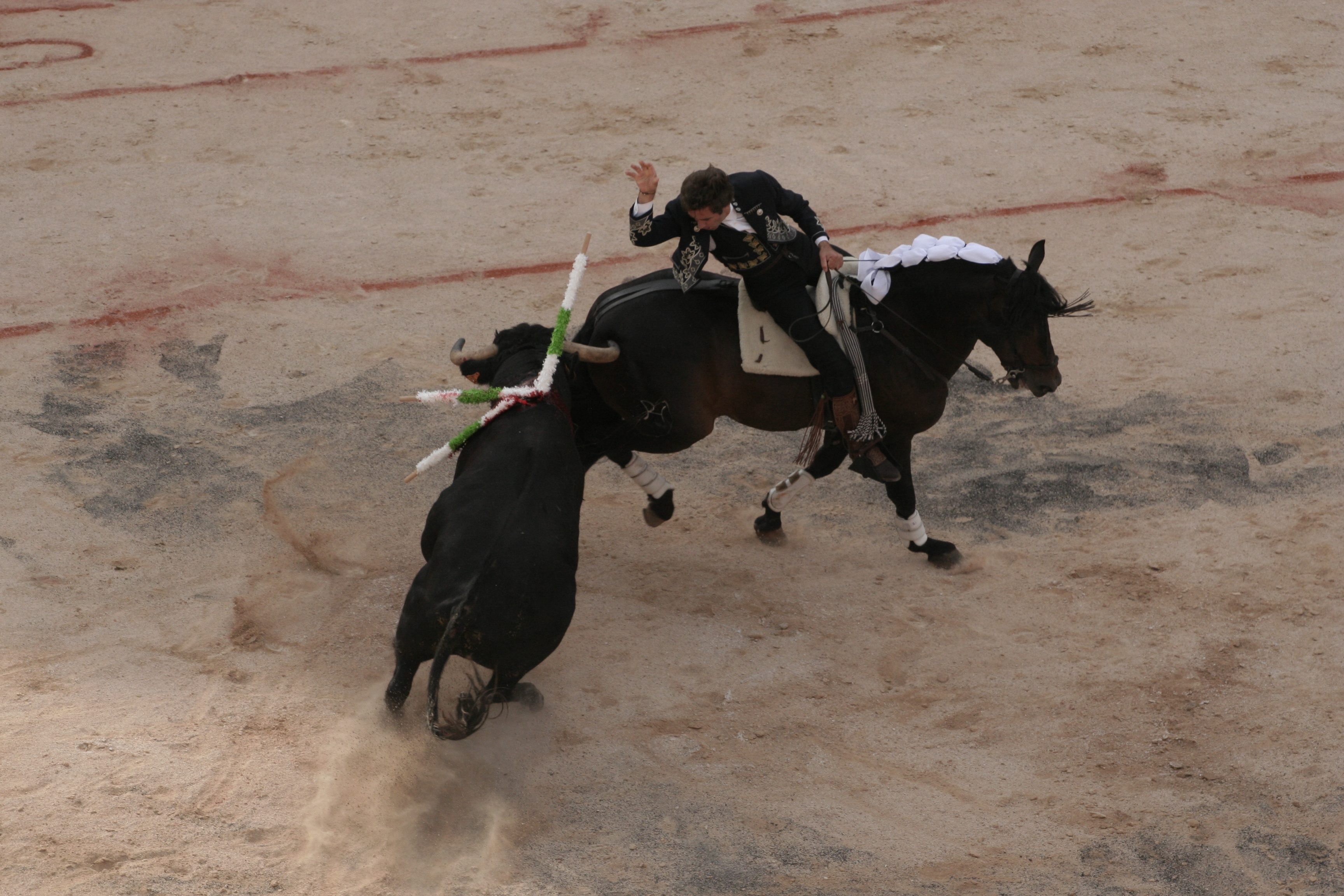
Mendoza in Arles, 13. September 2008

Mendoza stammt aus einer einfachen Familie, was in Kreisen der Rejoneadors eher selten ist. Aufgrund seiner außergewöhnlichen Begabung gelang es ihm, trotzdem in dieser Disziplin erfolgreich zu sein.
Sein Debüt gab er am 12. Oktober 1985 in Pamplona, am 18. August 1989 feierte Mendoza in Tafalla seine Alternativa. Manuel Vidrié erhob ihn dabei in den Stand eines professionellen Matadors. Am 20. Mai 1995 trat er in Madrid auf. In der Stierkampfarena von Nîmes bestritt Pablo Hermoso de Mendoza in 19 Corridas. Dort erkämpfte er sich 40 Ohren und 5 Schwänze als Trophäen.
Als begnadeter Reiter ist er seit 1994 einer der prominentesten Rejoneadors. Er kämpfte bei den größten Ferias, insbesondere in Frankreich.
Am 30. April 1995 triumphierte er mit seinem legendären Pferd Cagancho in Sevilla.
Auch im Jahr 2009 war seine Vorherrschaft unbestritten. In 63 Corridas errang er als Ehrung für den „Matador“ 128 Ohren und sieben Schwänze. Er führte zum vierten Mal in Folge die Escalafón, die Rangliste der Matadore an.
2015 erhielt er eine Medalla de Oro al mérito en las Bellas Artes vom spanischen Ministerium für Kultur und Sport.
Er ist seit 1994 mit Miren Tardienta Araiz verheiratet. Das Paar hat drei Kinder: Paula, Guillermo und Alba.

## Erfolge

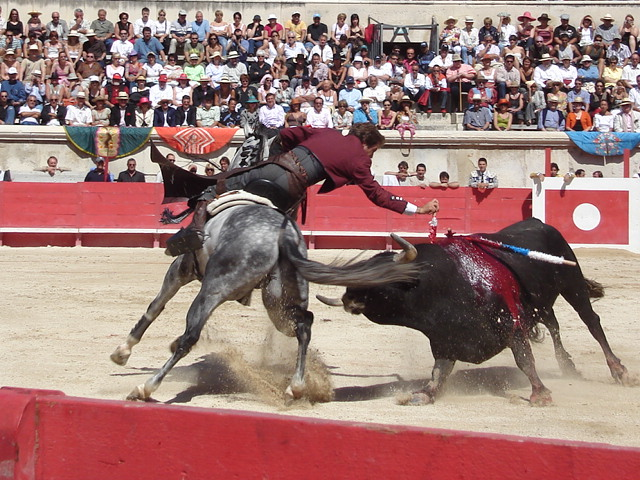
Mendoza am 3. Juni 2006

- Saison 1999: 84 Corridas – 127 Ohren – 3 Schwänze
- Saison 2000: 98 Corridas – 183 Ohren – 16 Schwänze
- Saison 2001: 114 Corridas – 259 Ohren – 20 Schwänze (Er wurde in Madrid verletzt und musste die Saison 45 Tage unterbrechen.)
- Saison 2002: 142 Corridas – 326 Ohren – 32 Schwänze
- Saison 2003: 114 Corridas – 256 Ohren – 26 Schwänze
- Saison 2004: 116 Corridas (57 in Amerika und 59 in Europa) – 201 Ohren – 16 Schwänze
- Saison 2005: 92 Corridas – 194  Ohren – 15 Schwänze dont 24 Corridas – 58 Ohren – 10 Schwänze in Amerika
- Saison 2006: 101 Corridas – 226 Ohren
- Saison 2007: 120 Corridas – 278 Ohren – 33 Schwänze dont 33 Corridas – 83 Ohren – 17 Schwänze in Amerika
- Saison 2008: 67 festejos – 137 Ohren – 6 Schwänze
- Saison 2009: 60 Corridas – 125 Ohren – 7 Schwänze
- Saison 2010: 50 Corridas – 107 Ohren – 7 Schwänze
- Saison 2011: 53 Corridas – 92 Ohren – 5 Schwänze in Europa (fast 50 Corridas in Amerika)[4]

## Bekannte Pferde
- Cagancho
- Orphéo
- Quierto

## Weblink
- Pablo Hermoso de Mendoza in Nimes, 2016, Facebook-Seite der Arena von Arles